# 도키사키 유
도키사키 유(일본어: 時崎 悠 1979년 6월 15일 ~ )는 일본의 전 축구 선수이자 현 축구 지도자로 과거 쇼난 벨마레, 미토 홀리호크, 후쿠시마 유나이티드에서 수비수로 활약했다.

## 구단 경력
1998년 J1리그의 벨마레 히라쓰카(쇼난 벨마레)에 입단하였다. 2000년 J2리그에 강등하였다. 2005년까지 85경기에 나서 3득점을 넣었다. 2005년 6월 미토 홀리호크로 이적했다. 2007년부터 2011년까지 후쿠시마 유나이티드 FC에서 뛰었다.